# 펑후 방위지휘부
펑후 방위지휘부(중국어 정체자: 澎湖防衛指揮部, 한자음: 팽호방위지휘부, 영어: Penghu Defense Command), 줄여서 陸軍澎湖防衛部, 육군팽호방위부, 陸軍澎防部, 육군팽방부, 澎防部, 팽방부는 펑후현 마궁시에 본부를 두고 있는 중화민국 육군 지역방위지휘부 중 하나로, 펑후현을 방위한다. 이 부대의 전신 조직은 타이난군으로도 알려진 제43군이다.

## 역사

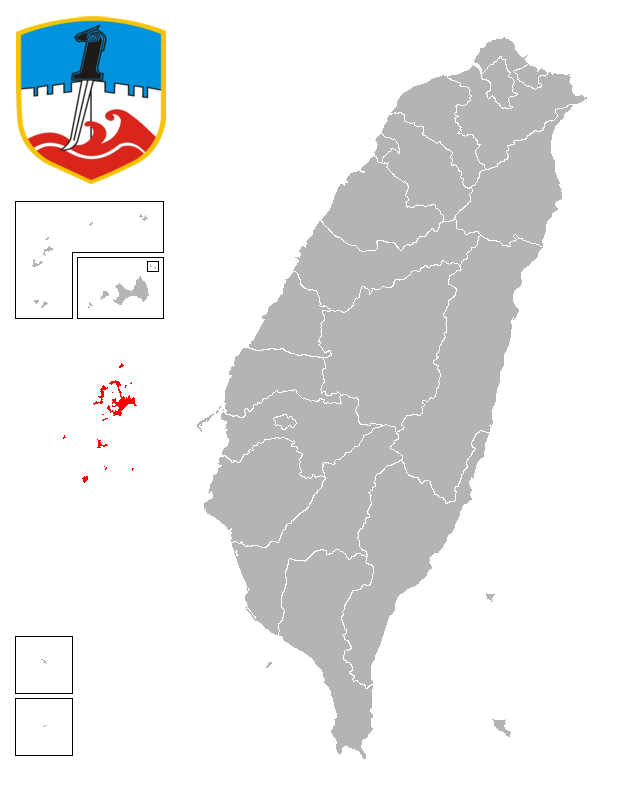
펑후 방위지휘부의 책임 지역

1949년, 펑후현 마궁시에서 제12회유구사령부 겸 육군 제40군사령부를 개편하여 육군 펑후 방수사령부로 창설하였다. 같은 해 동남군정장관공서 산하 육군 펑후 방위사령부로 개명하였다.
1950년 4월, 육군방위사령부로 전속하였다.
1958년 7월, 육군총사령부로 전속하였다.
1969년, 嘉禾案 가화안에 따라 제43군과 결합하여 육군 제43군 사령부 겸 펑후 방위사령부로 개편되었다.
1984년, 곤륜안에 따라 제43군이 분리되고 타이완 본섬으로 이전하면서 펑후 방위사령부로 개편되었다.
2005년 1월 1일, 국방부 육군총사령부로 전속하였다.
2006년 2월 17일, 국방부 육군사령부로 전속하였다.
2006년 3월, 국방부 조직법에 따라 육군 펑후 지휘부로 지휘가 한단계 낮아졌다.

## 조직 구조

### 지도부
- 지휘관 1명 중장
- 지휘관 1명 소장
- 참모장 1명 소장
- 부참모장 1명 상교
- 정치작전 주임 1명 상교
- 정치작전 부주임 1명 상교
- 사관독도장 1명 사관장

### 부대

#### 직할부대
- 본부중대
- 헌병소대
- 반장갑중대
- 방공중대
- 보병대대 (전신은 간부훈련반)
  - 전투지원중대
  - 보병 제1중대
  - 보병 제2중대
  - 보병 제3중대
  - 화력지원중대

#### 예하부대
- 장갑기병대대
  - 대대 본부중대
  - 장갑기병 제1중대
  - 장갑기병 제2중대
- 전차대대
  - 대대 본부중대
  - 전차 제1중대
  - 전차 제2중대
  - 전차 제3중대
- 기계화보병대대
  - 대대 본부중대
  - 기계화보병 제1중대
  - 기계화보병 제2중대
  - 전차 제1중대
- 혼성포병대대
  - 대대 본부중대
  - 포병 제1중대
  - 포병 제2중대
  - 포병 제3중대

#### 배속부대
- 육군 제1지구지원지휘부
- 육군 항공특전지휘부 양사정찰대대, 2중대

## 기록

### 소속
1. 동남군정장관공서; 1949년
2. 육군방위사령부; 1950년 4월
3. 육군총사령부; 1958년 7월
4. 국방부 육군총사령부; 2005년 1월 1일
5. 국방부 육군사령부; 2006년 2월 17일

### 계보
- 1949년, 陸軍澎湖防守司令部, 육군 펑후 방수사령부
- 1949년, 陸軍澎湖防衛司令部, 육군 펑후 방위사령부
- 1969년, 陸軍第四十三軍司令部兼防澎湖防衛司令部, 육군 제33군사령부 겸 펑후 방위사령부
- 1984년, 澎湖防衛司令部, 펑후 방위사령부
- 2006년 3월, 陸軍澎湖防衛指揮部, 육군 펑후 방위지휘부